# 正阳街道 (重庆市)
正阳街道，是中华人民共和国重庆市黔江区下辖的一个乡镇级行政单位。

## 行政区划
正阳街道下辖以下地区：
朝阳社区、群力社区、桐坪社区、积富社区和团结社区。